# Gilby (Fórmula 1)
Gilby Engineering foi uma construtora de Fórmula 1 do Reino Unido fundada por Syd Greene. 
Participou de 15 grandes prêmios entre 1954 e 1963 (largou em 11), porém não conseguiu pontuar em nenhum deles. Teve como pilotos os britânicos Roy Salvadori, Ivor Bueb, Keith Greene e Ian Raby.
O melhor resultado da equipe foi um 11° lugar, obtido por Salvadori no GP da Itália de 1954.